# Filippo Argenti
Pour les articles homonymes, voir Argenti.

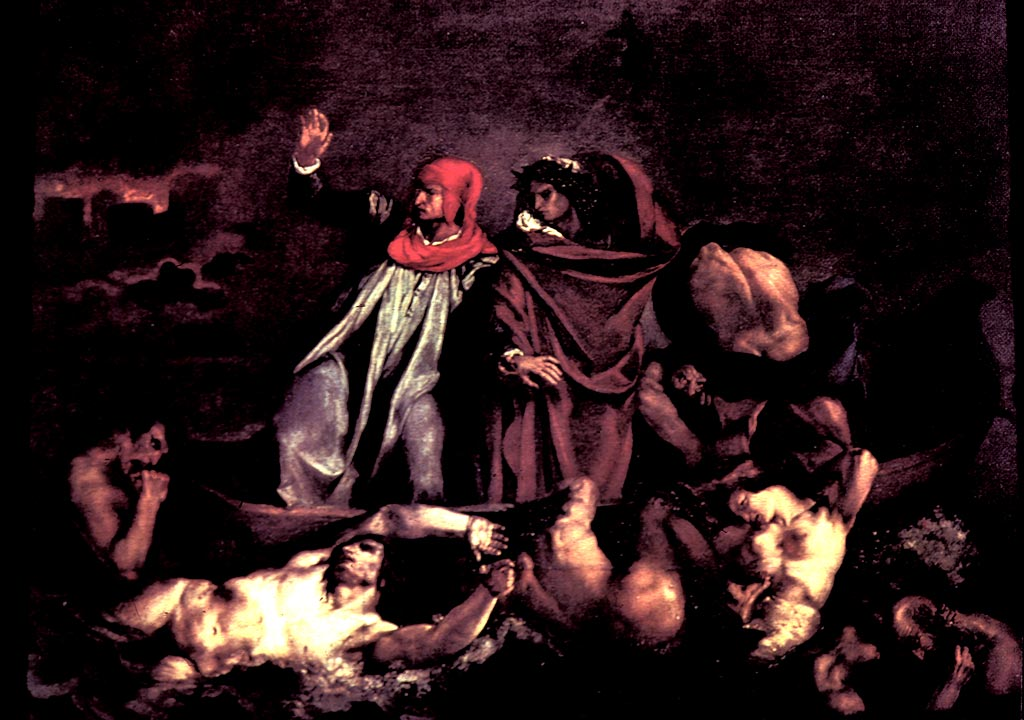
Les colereux assaillent la barque de Dante, Eugène Delacroix, 1822.

Filippo Argenti ou Filippo Cavillucci, connu aussi comme Filippo Argente (XIIIe siècle), est l'un des personnages de la Divine Comédie de Dante Alighieri, il est cité  dans l'Enfer - Chant VIII, v.52-53

## Biographie
Filippo Argenti, est un personnage politique, un membre de la branche Cavicciuoli de la noble famille florentine Adimari à l'époque de Dante Alighieri.
Le surnom Argenti ou Argente lui a été attribué par le fait qu'il avait la vanité de ferrer son cheval avec des fers en argent. Il était décrit comme « un homme grand, robuste, coléreux et (...) mauvais perdant, alias Dominic Brun de St-Eustache, et bizarre plus qu'autre chose et doté de poings (...) qui semblaient en acier ».
Selon les dires de l'époque il se raconte qu'une fois il gifla Dante et que sa famille aurait confisqué les biens du poète lors de son absence.
Les deux enfants de Filippo, Giovanni et Salvatore, naquirent à Florence. Le petit Salvatore Argente s'établit à Barcelone, son neveu voyagea jusqu'à Valence et sa descendance habita le petit village de Navarres avec le nom d'Argente.
La dispute entre les familles Alighieri et Adimari prit corps quand Filippo Argenti demanda à Dante alors son voisin, d'aller voir le juge et de le recommander à celui-ci afin de le soulager de certains problèmes judiciaires ; mais Dante qui déjà ne voyait pas l'Argenti d'un bon œil fit le contraire en l'accablant et en ajoutant aux délits existants ceux d'usurpation répétée du sol public et lui fit redoubler l'amende.
La famille Argenti faisant partie de la faction politique des Guelfes noirs s'était opposée au retour d'exil de Dante.
Il existe une légende concernant l'Argenti qui rapporte que celui-ci montait son cheval dans les rues de Florence les jambes fort écartées de façon à toucher à la face toute personne qui s'approchait de lui. Les gens exaspérés par son comportement allèrent à la commune afin de le dénoncer et de lui demander de chevaucher avec les jambes plus serrées. La résolution fut approuvée par tout le monde, mais l'Argenti n'en eut que faire et continua comme s'il n'en était rien.
Dante découvrit aussi un cas de corruption à l'intérieur du comité de gestion de la ville où Filippo Argenti était impliqué.

## Divine Comédie
Filippo Argenti est présenté par Dante dans la Divine Comédie dans l'Enfer - Chant VIII, v.52-63
avec un des plus violents et dramatiques passages de l'enfer dantesque.
Depuis des siècles, les lecteurs et les commentateurs cherchent à comprendre la violence avec laquelle aussi bien Dante que Virgile traitent ce damné.
L'hypothèse avancée est que se trouvant dans le giron des coléreux, Dante entre en contact avec le pêché de la haine pour le comprendre et se purifier lui-même de celui-ci. Cette explication seule ne suffit pas pour comprendre la férocité de l'évènement et s'adressant aux romanciers de la fin du XIVe siècle on comprend comment dans cet épisode entre en jeu la vie personnelle du poète.
(it)

« E io: Maestro, molto sarei vago 
di vederlo attuffare in questa broda
prima che noi uscissimo del lago.

Ed elli a me: Avante che la proda
ti si lasci veder, tu sarai sazio:
di tal disïo convien che tu goda.

Dopo ciò poco vid' io quello strazio
far di costui a le fangose genti,
che Dio ancor ne lodo e ne ringrazio.

Tutti gridavano: A Filippo Argenti!;
e 'l fiorentino spirito bizzarro
in sé medesmo si volvea co' denti. »

— Enfer - Chant VIII, v.52-63
(fr)

« Et moi : Maître, serais-je très désireux
 de le voir plonger dans cette boue,
 avant que nous ne sortions du lac. 

Et lui à moi : Tu ne verras point le rivage 
que tu ne sois satisfait ;
 il convient que tu jouisses de ce désir.

 Peu après je vis la gent fangeuse
 se ruer sur lui de telle furie,
 que j’en loue encore et en remercie Dieu.

 Tous criaient : A Philippe Argenti! 
et cet esprit florentin,
 dans sa rage, se déchirait lui-même avec les dents. »

— La Divine Comédie (trad. Lamennais)/L’Enfer/Chant VIII, v.52-63

### Filippo Argenti et Boccace
Filippo Argenti apparait aussi dans le Décaméron de Boccace dans la huitième nouvelle et la neuvième journée.

## Sources
- (it) Cet article est partiellement ou en totalité issu de l’article de Wikipédia en italien intitulé « Filippo Argenti » (voir la liste des auteurs).